# وود غرين (محطة مترو أنفاق لندن)
وود غرين (بالإنجليزية: Wood Green)‏ هي إحدى محطات مترو أنفاق لندن. تقع على خط بيكاديلي أفتتحت في المنطقة (Zone) رقم 3 أفتتحت في 19 سبتمبر 1932.

## معرض صور

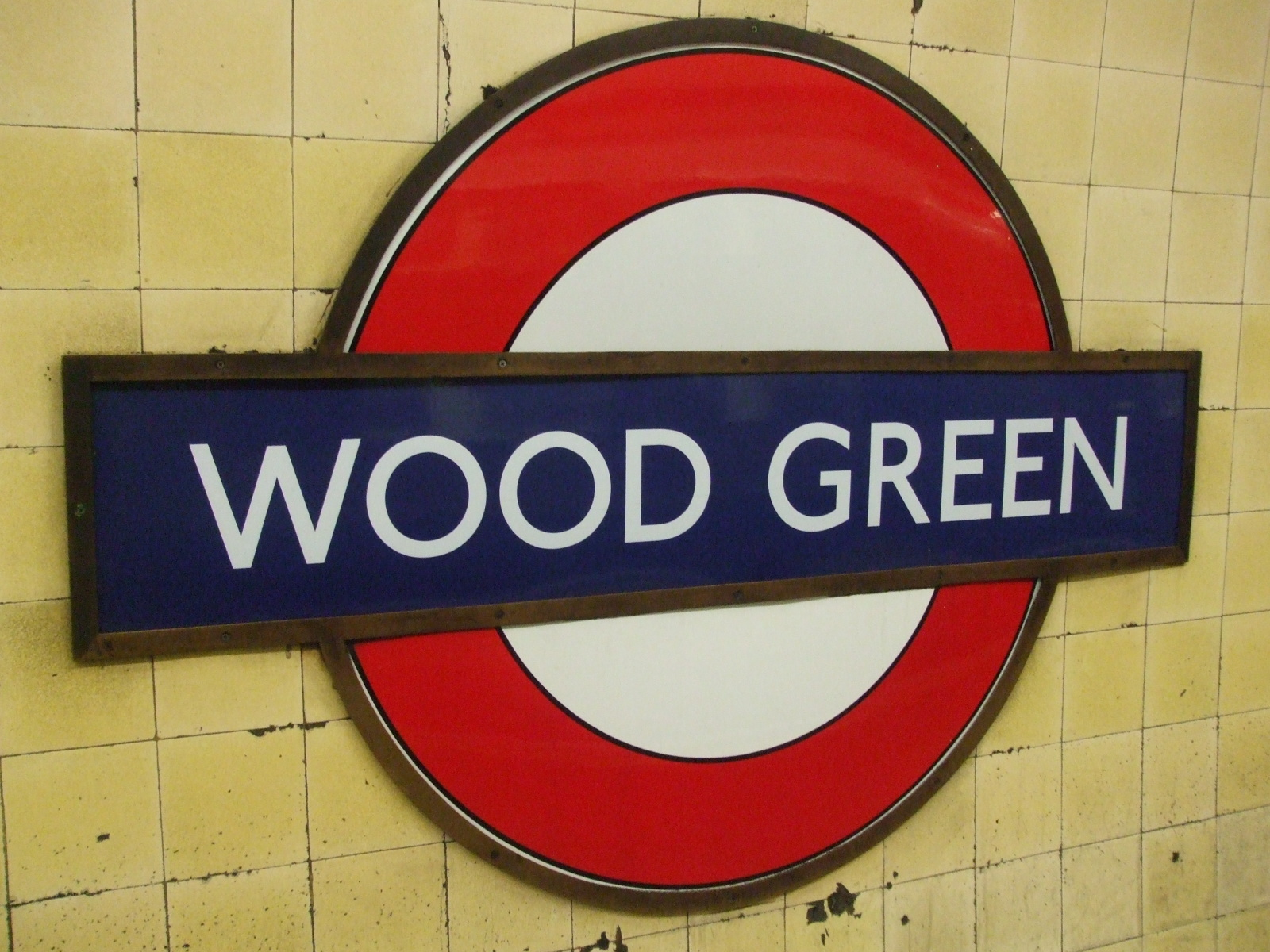
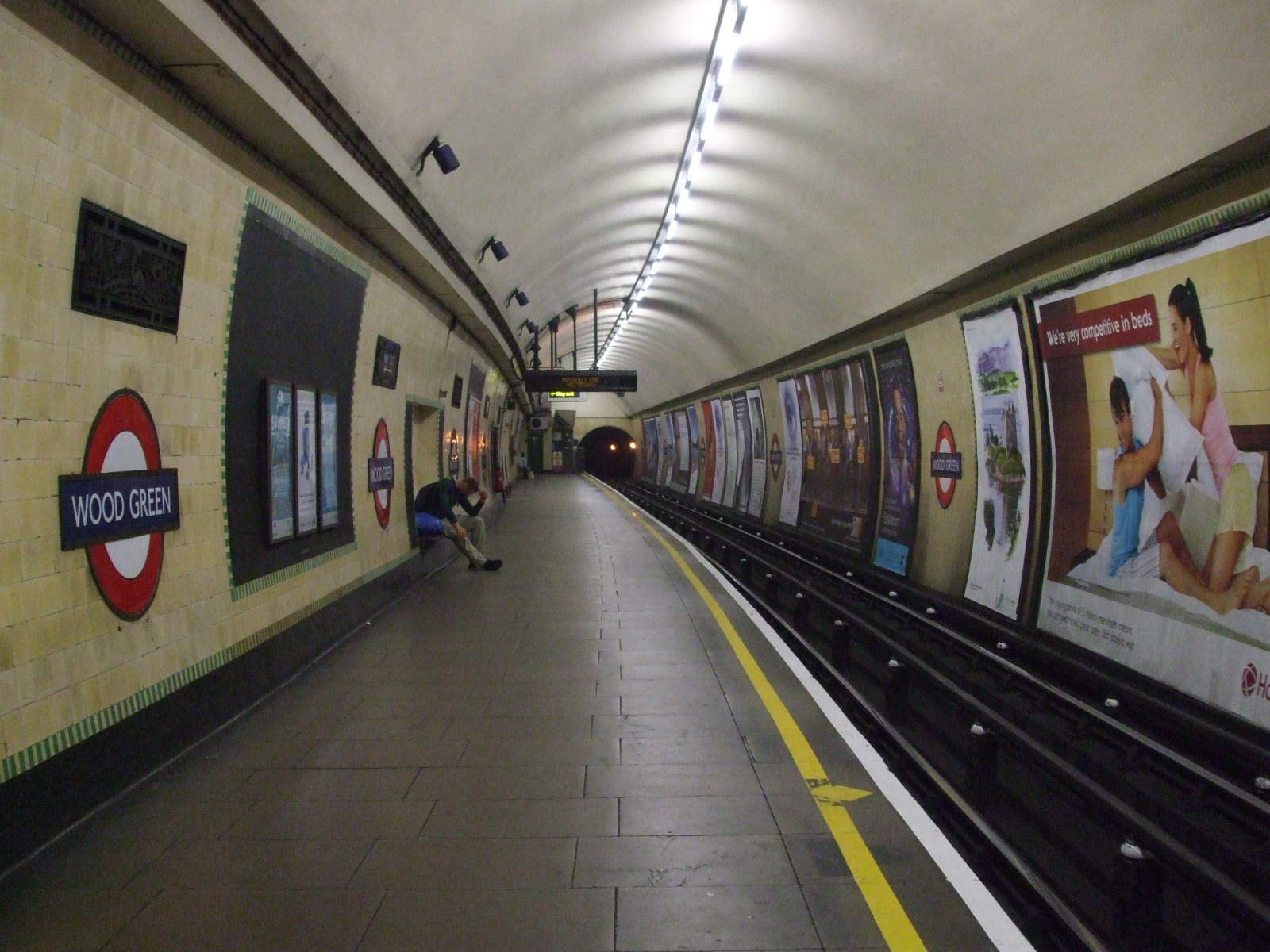
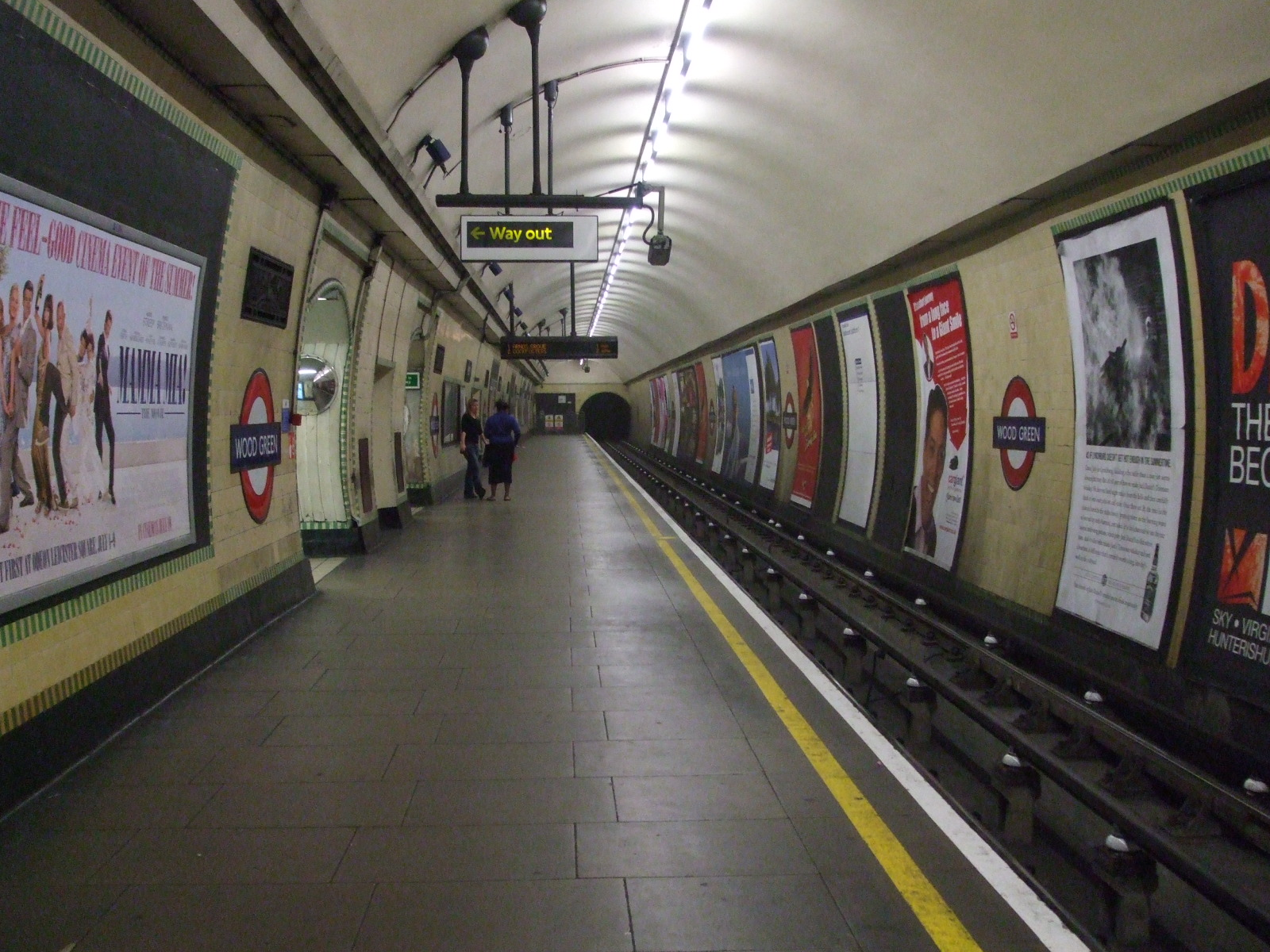
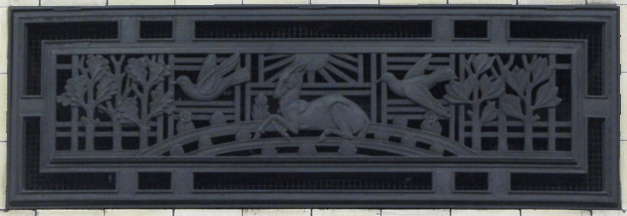